# XXVII Cumbre Iberoamericana
La XXVII Cumbre Iberoamericana de Jefes de Estado y de Gobierno se llevó a cabo en la ciudad de Andorra la Vieja, Andorra, los días 20 y 21 de abril de 2021. En un inicio estaba planeada para 2020 pero debido a la Pandemia de COVID-19 se aplazó. La cumbre se celebró de forma virtual y coordinada por Andorra.
La sede fue definida durante la XXVI Cumbre Iberoamericana de Antigua Guatemala, con la asistencia del Jefe del Gobierno de Andorra Antoni Martí Petit.

## Líderes que asistieron virtualmente
En el día del pleno participaron los siguientes representantes de gobierno: 

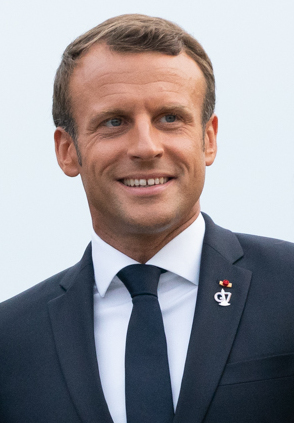
Andorra Emmanuel Macron, Copríncipe (anfitrión)
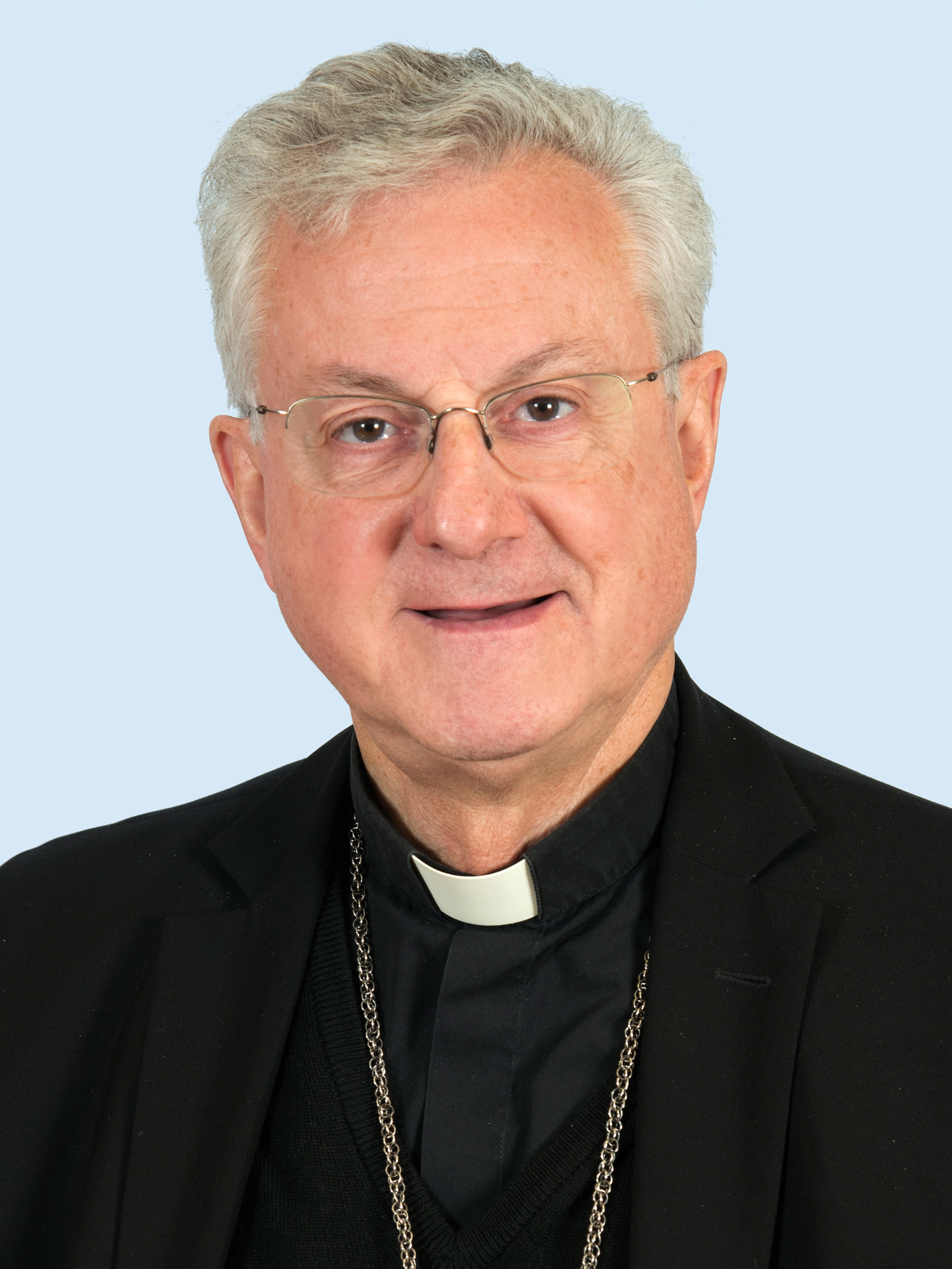
Andorra Joan-Enric Vives, Copríncipe (anfitrión)
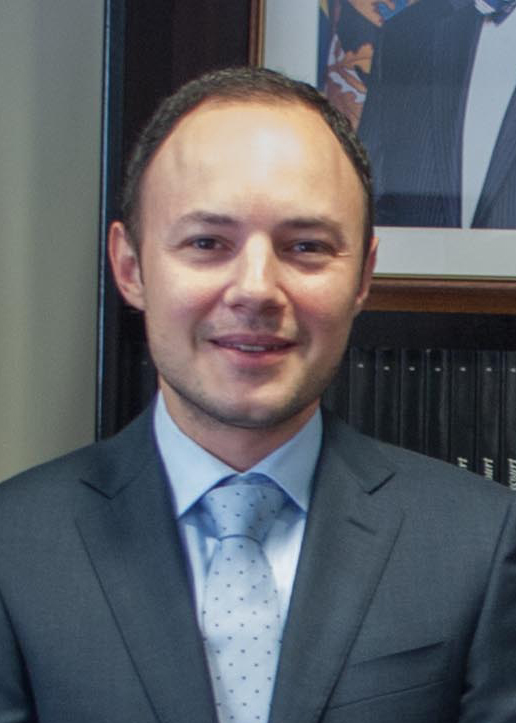
Andorra Xavier Espot Zamora, Jefe del Gobierno (anfitrión)
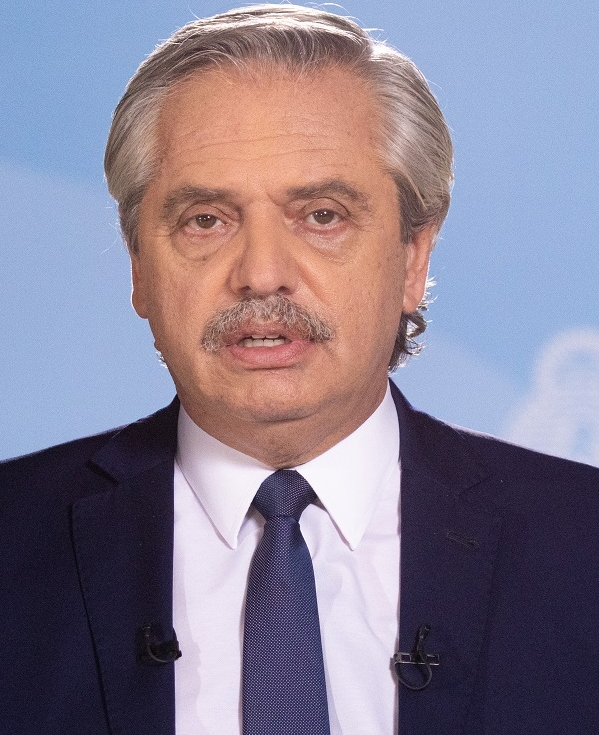
Argentina Alberto Fernández, Presidente
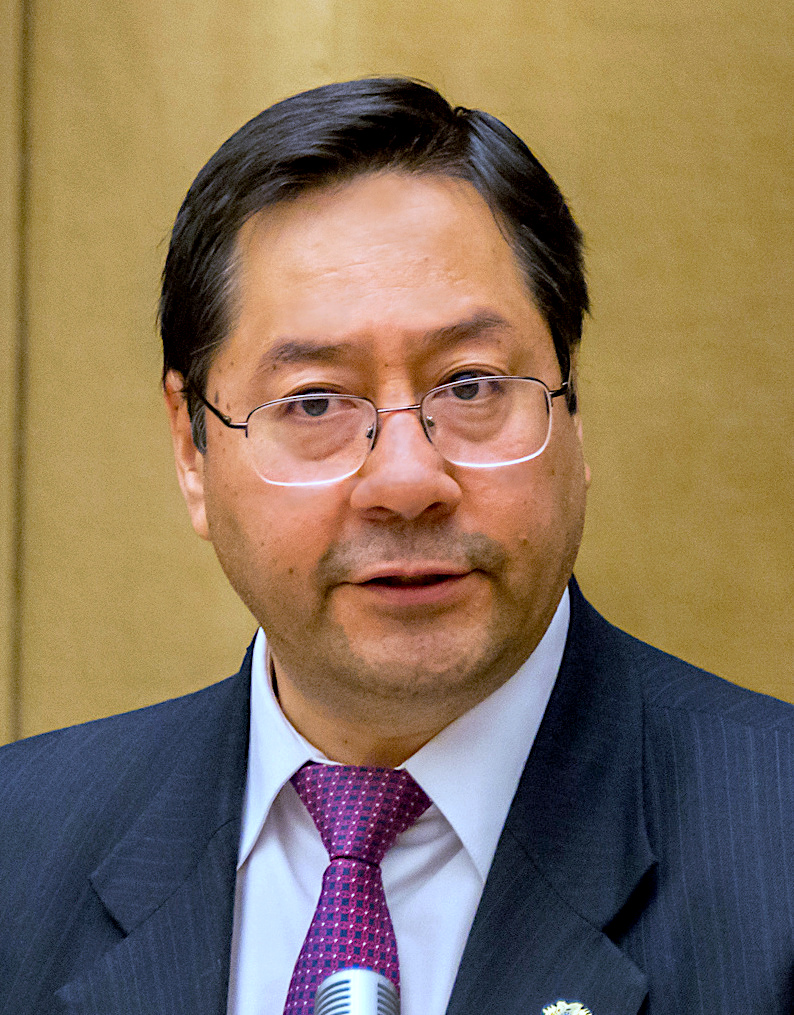
Bolivia Luis Arce, Presidente
Brasil Kenneth da Nóbregas, Secretario de negociaciones bilaterales en Oriente Medio, Europa y África.
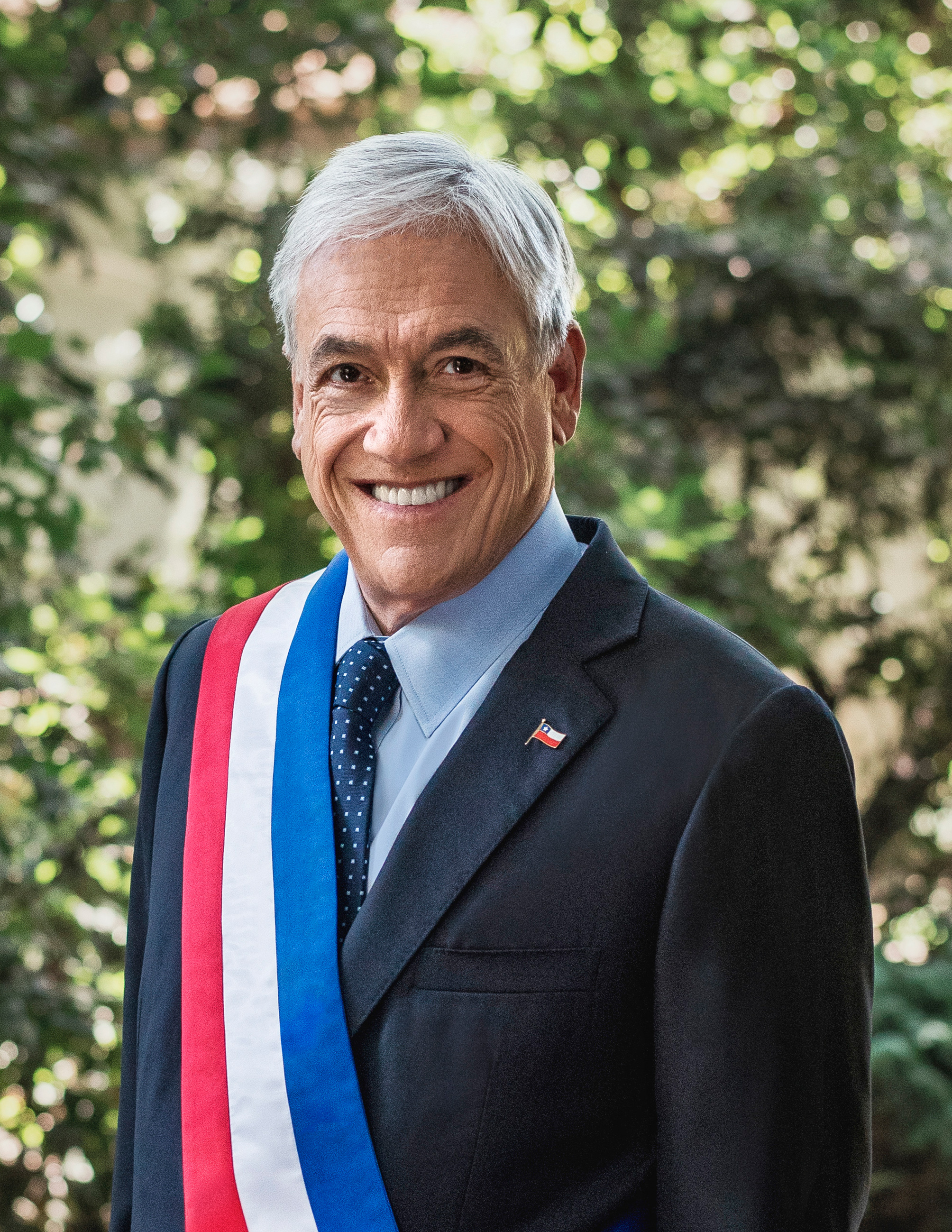
Chile Sebastián Piñera, Presidente
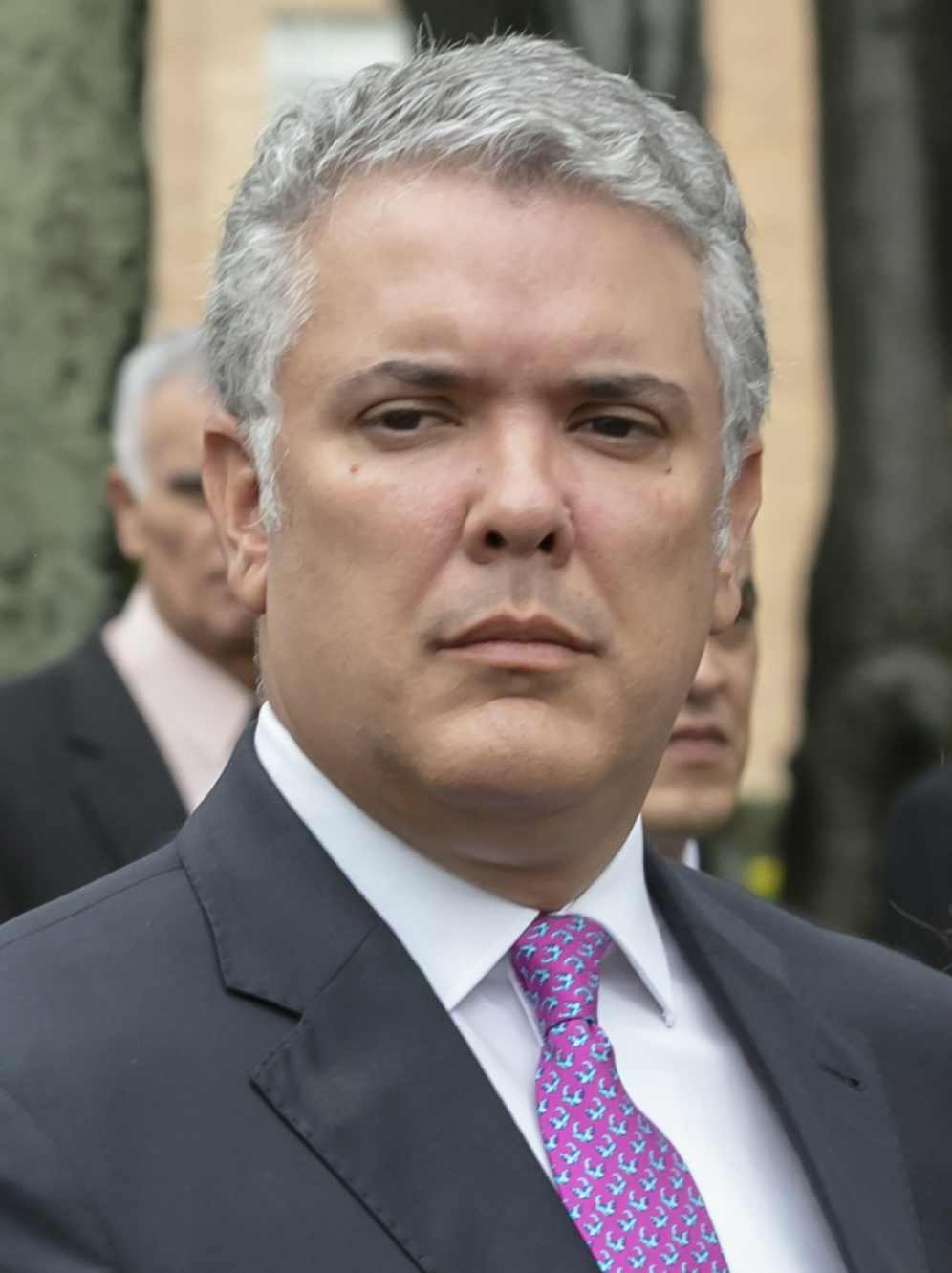
Colombia Iván Duque Márquez, Presidente
Costa Rica Carlos Alvarado Quesada, Presidente
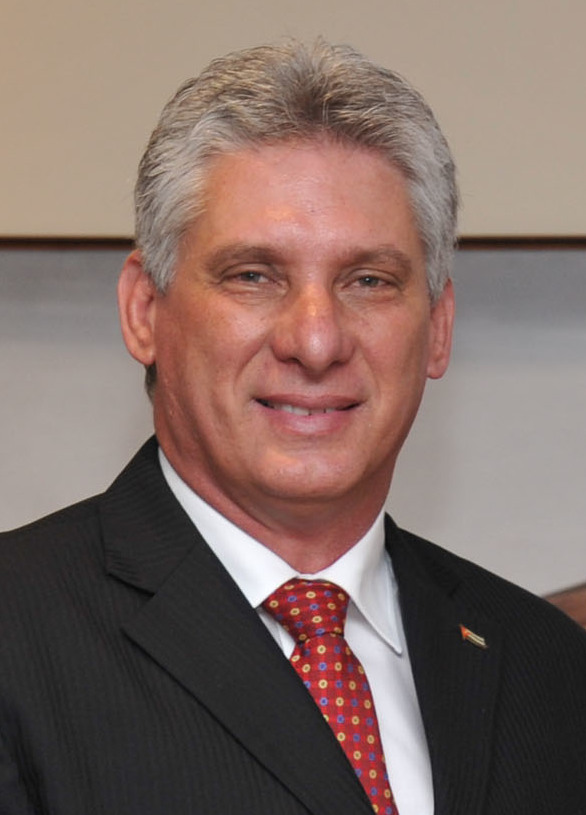
Cuba Miguel Díaz-Canel, Presidente
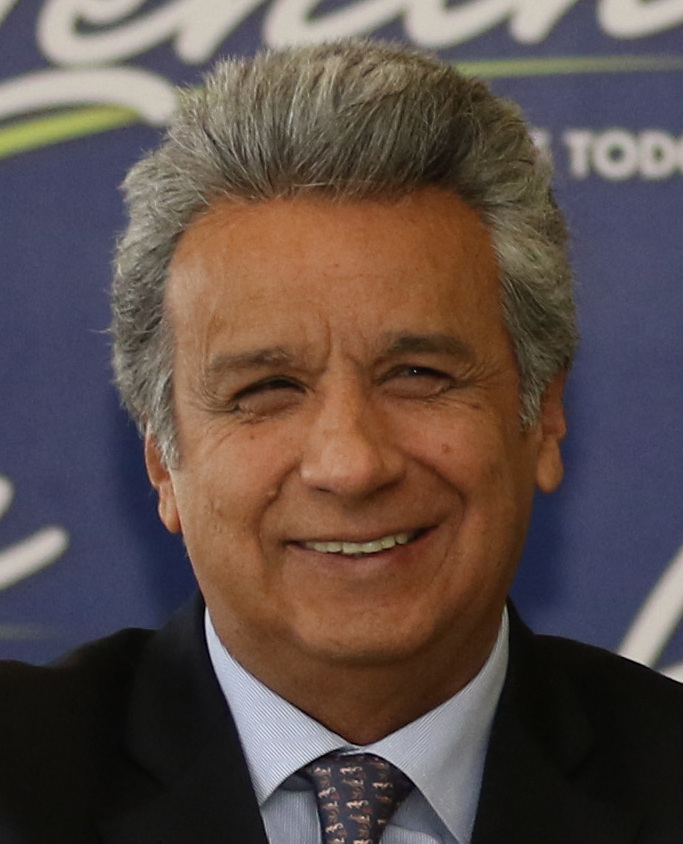
Ecuador Lenín Moreno, Presidente
El Salvador Félix Ulloa, Vicepresidente
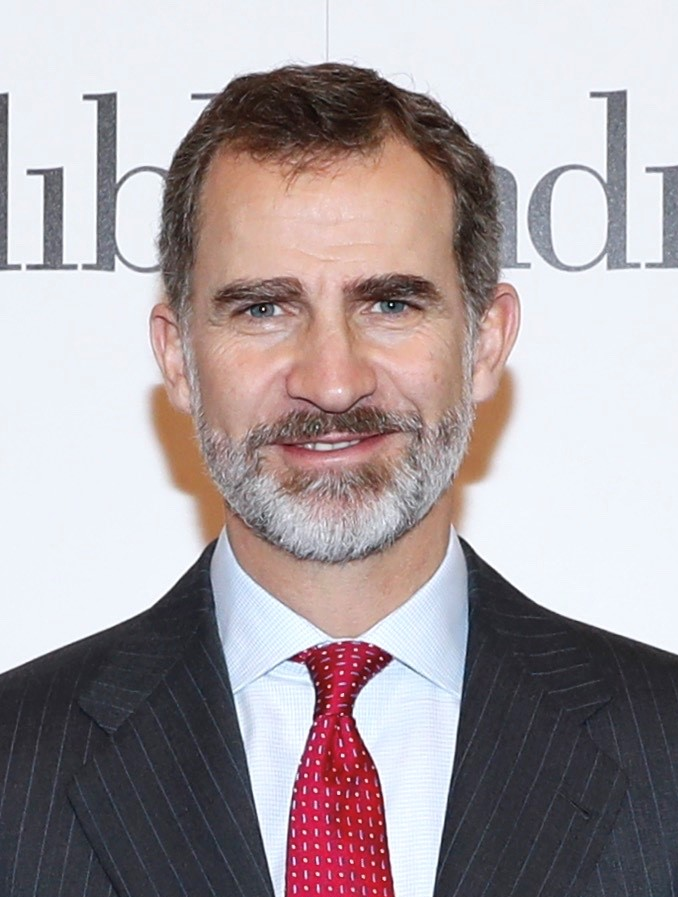
España Felipe VI, Rey
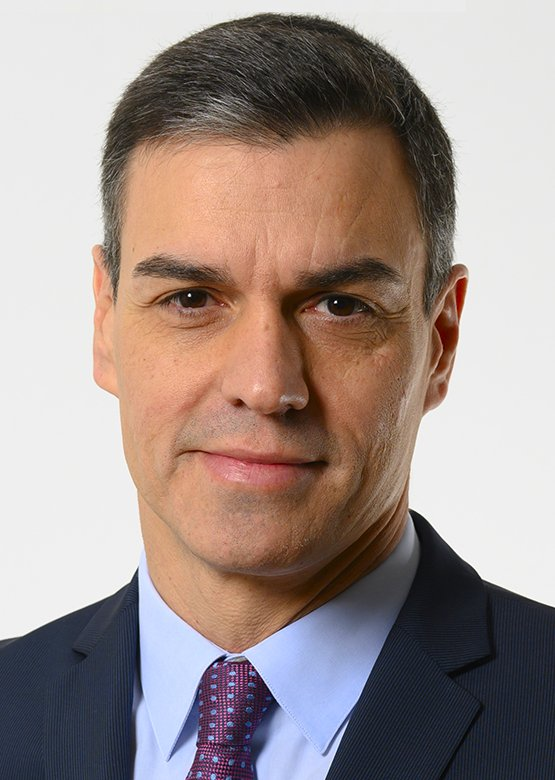
España Pedro Sánchez, Presidente del Gobierno
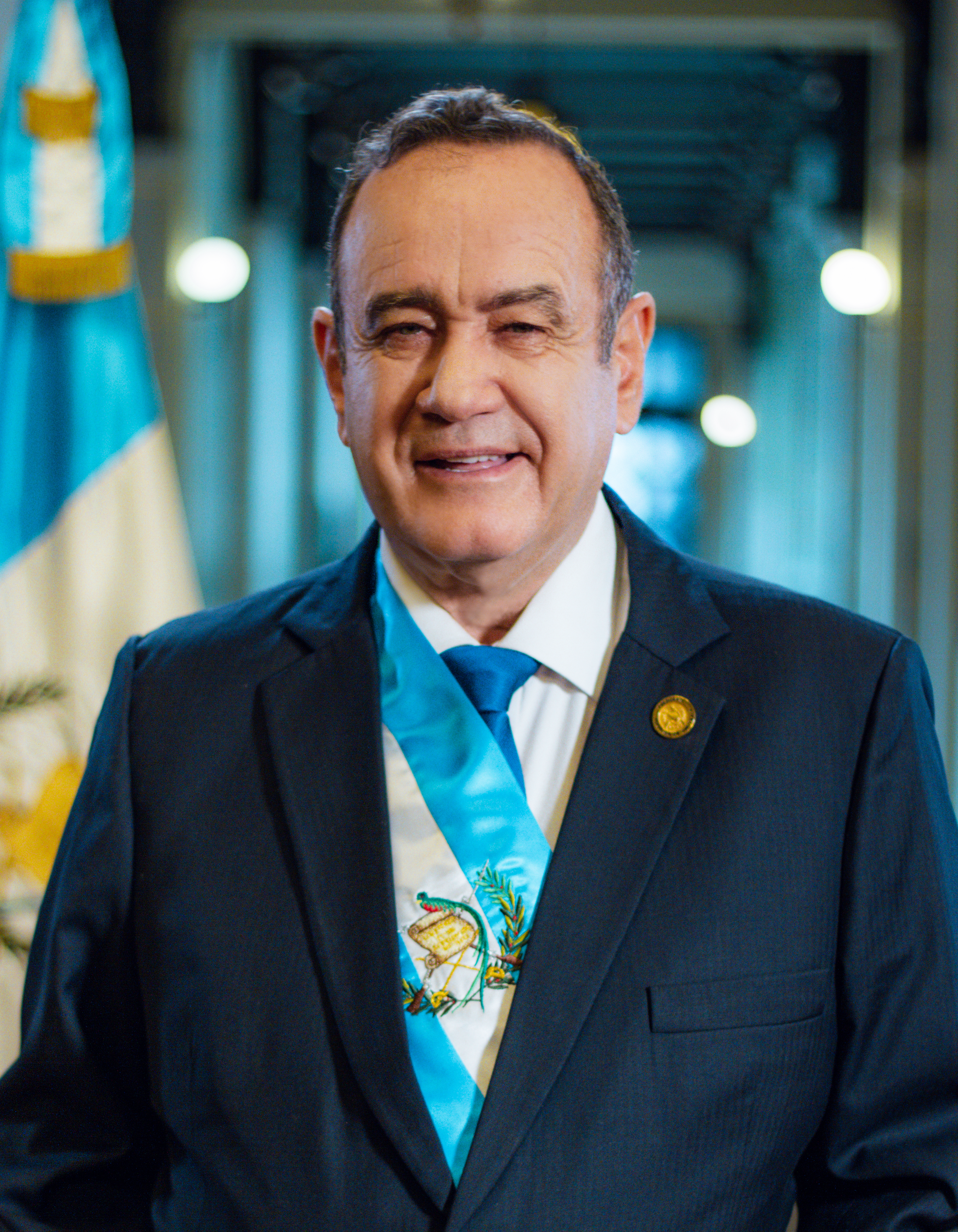
Guatemala Alejandro Giammattei, Presidente
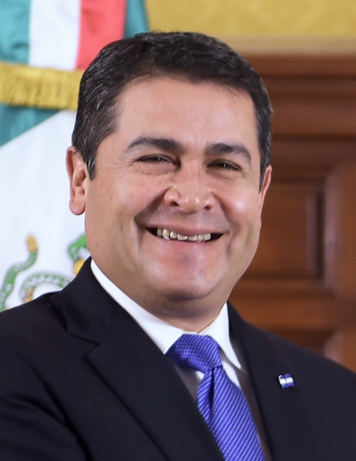
Honduras Juan Orlando Hernández, Presidente
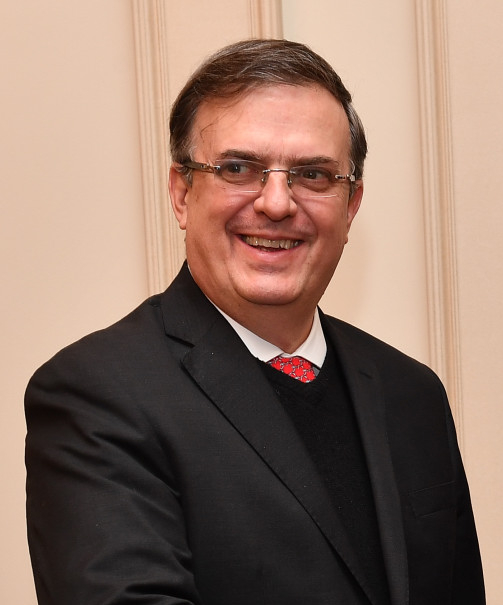
México Marcelo Ebrard, Secretario de Relaciones Exteriores
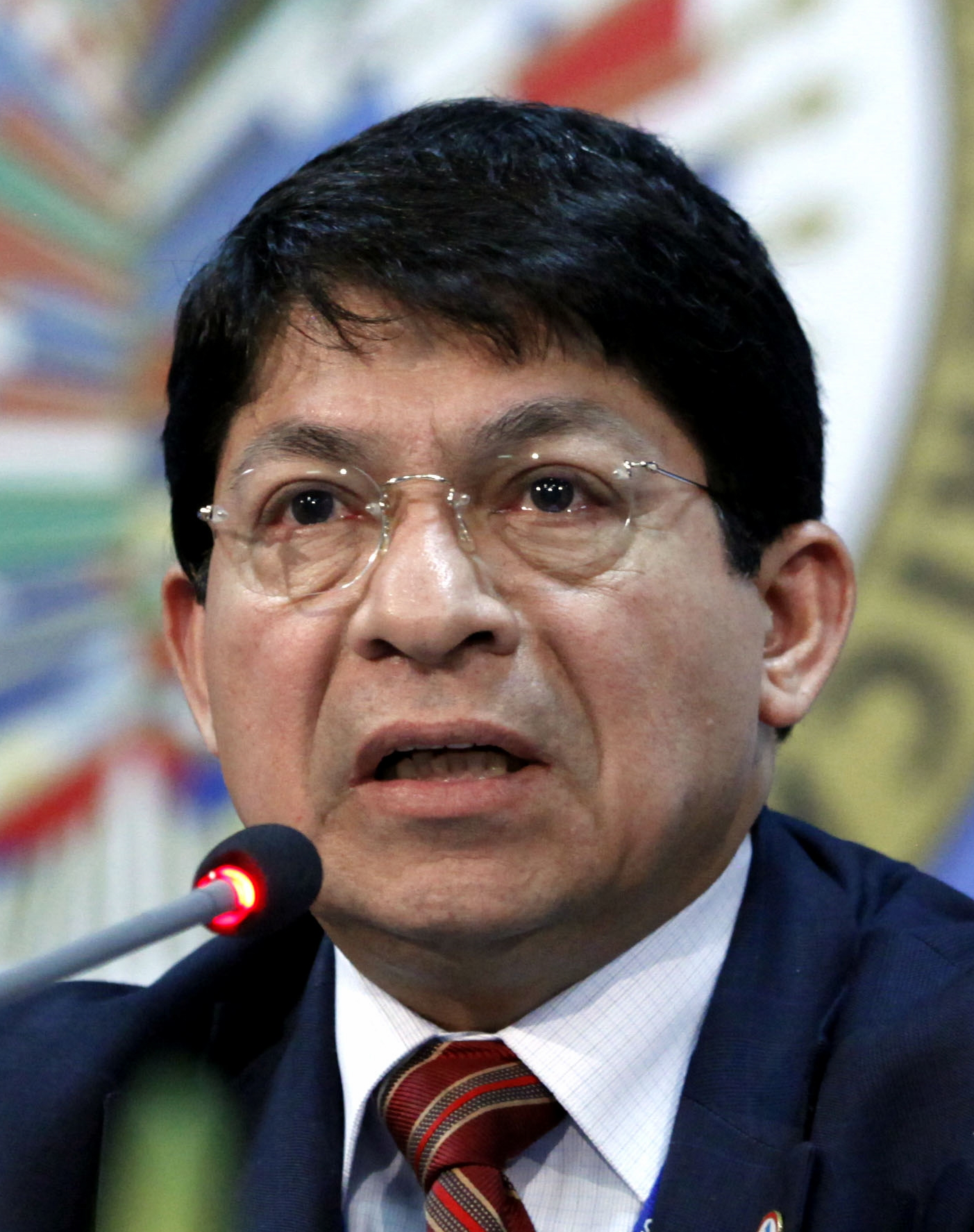
Nicaragua Denis Moncada, Ministro de Relaciones Exteriores
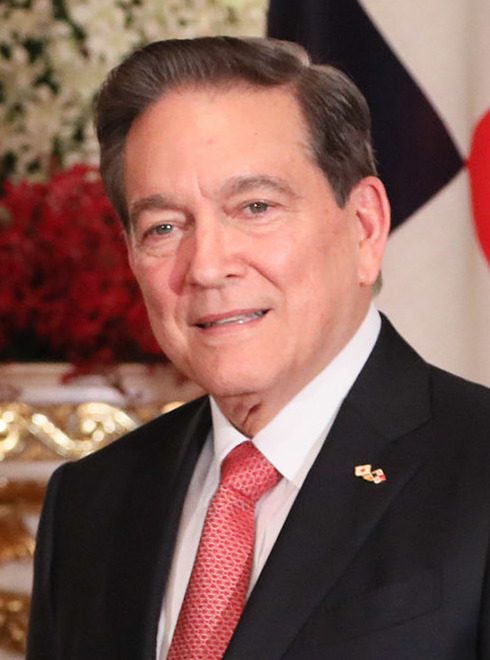
Panamá Laurentino Cortizo, Presidente
Paraguay José Antonio Dos Santos, Viceministro de Relaciones Exteriores
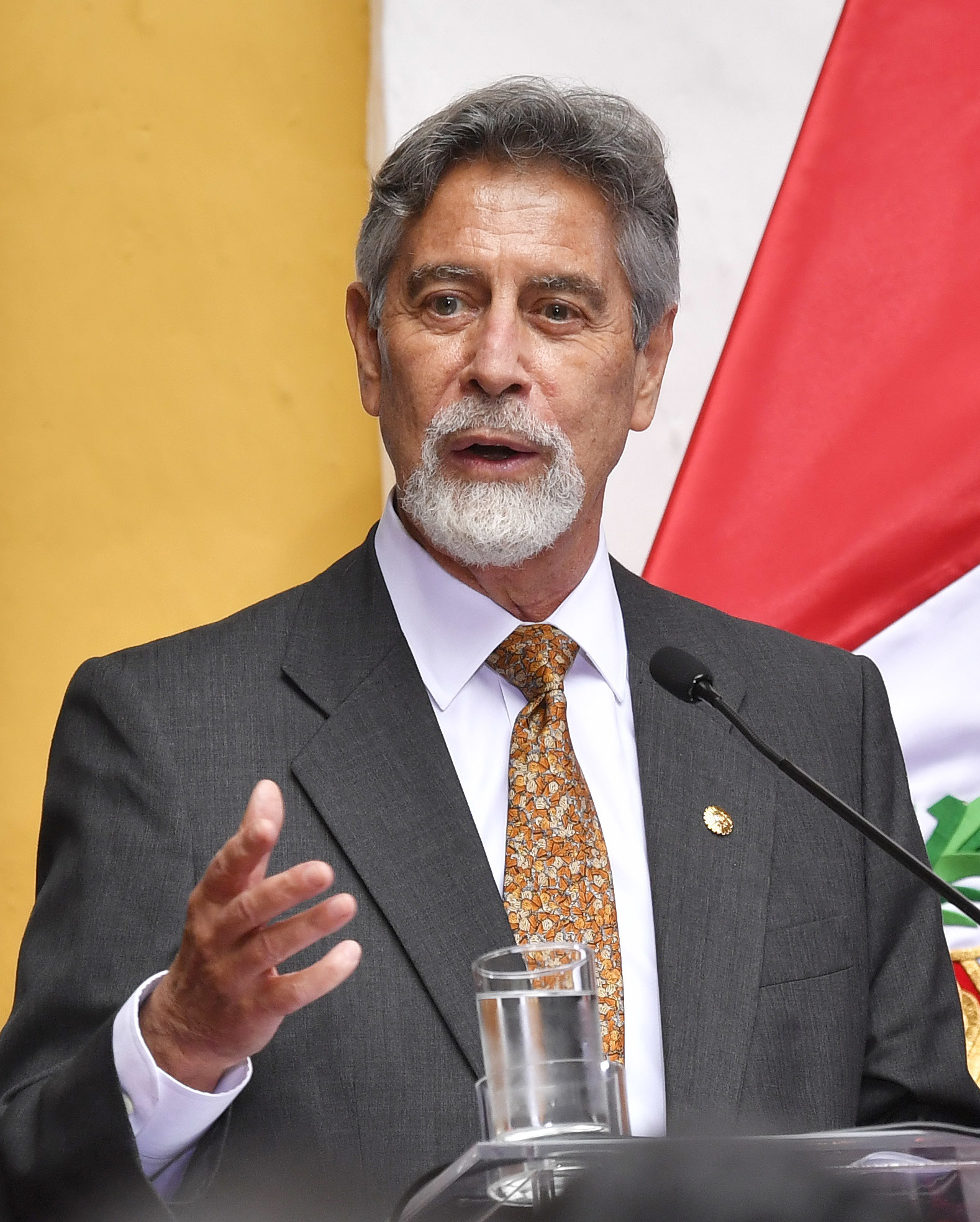
Perú Francisco Sagasti, Presidente
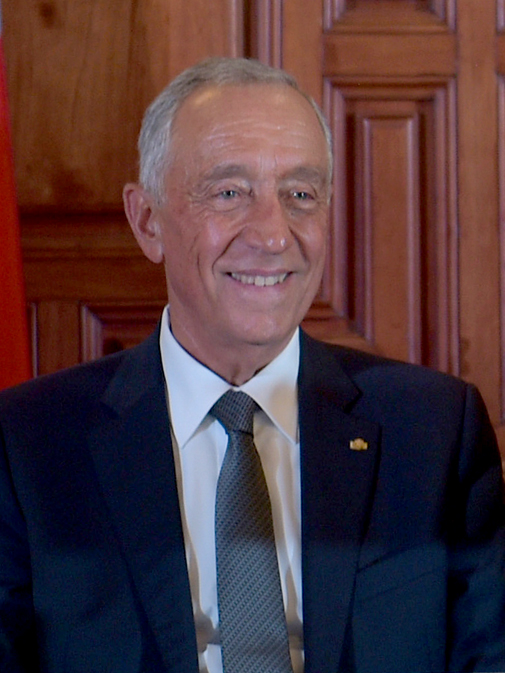
Portugal Marcelo Rebelo de Sousa, Presidente
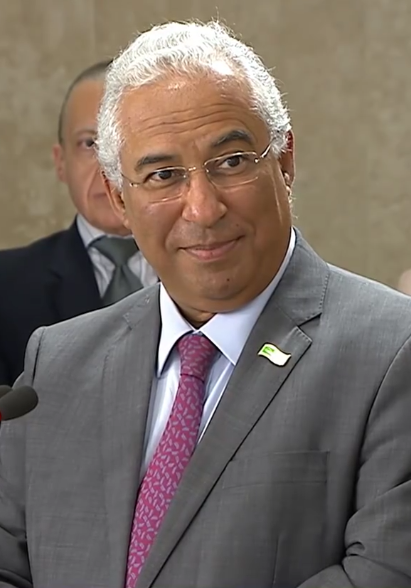
Portugal António Costa, Primer Ministro
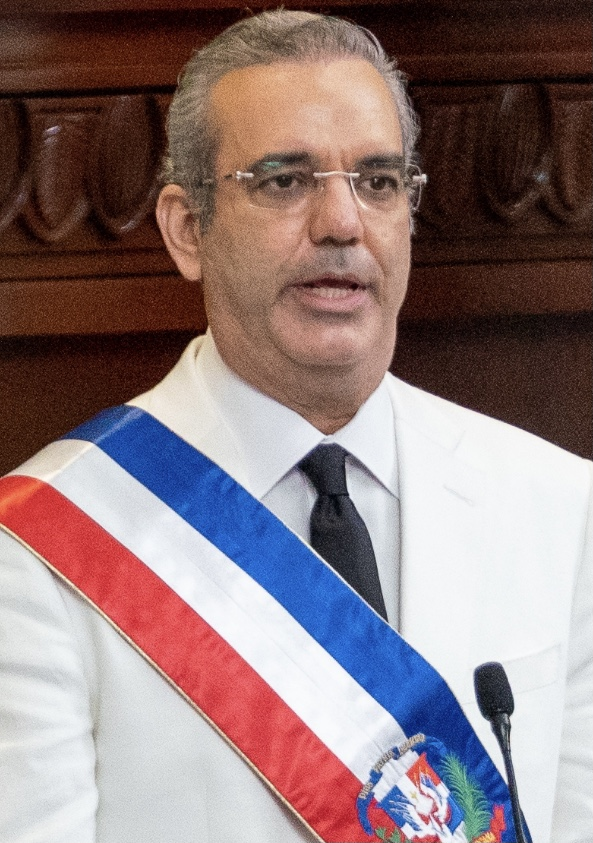
República Dominicana Luis Abinader, Presidente
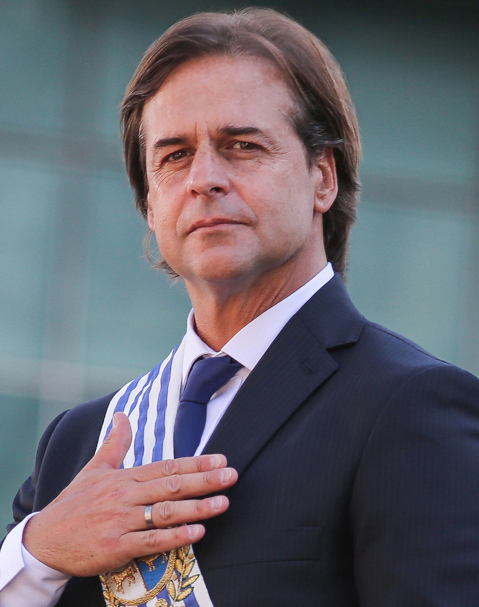
Uruguay Luis Lacalle Pou, Presidente
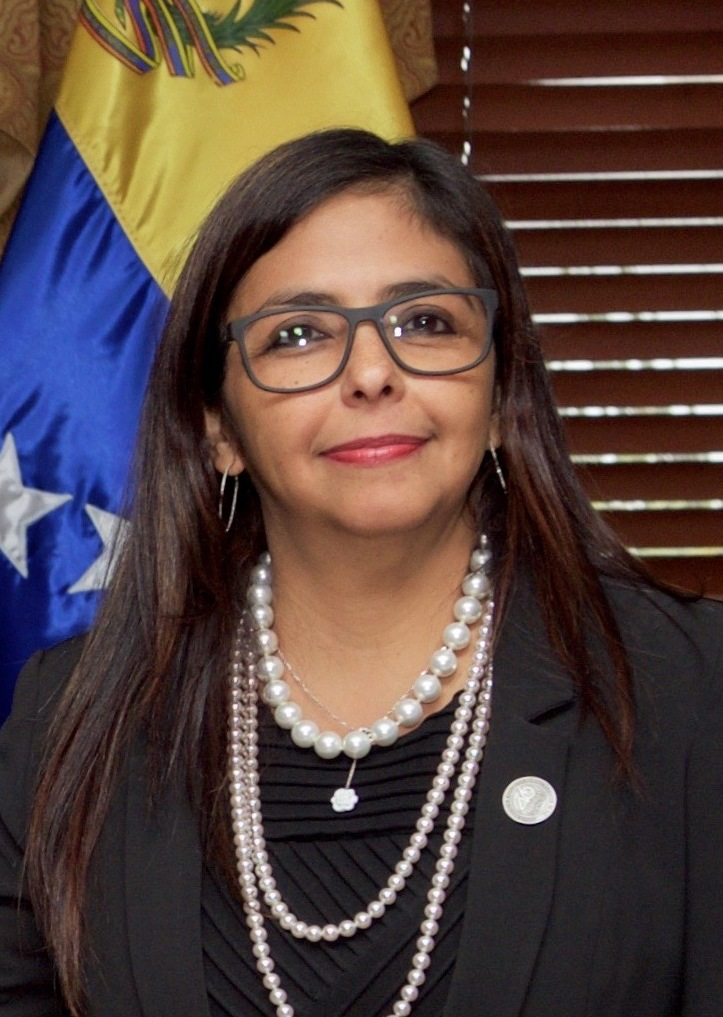
Venezuela Delcy Rodríguez, Vicepresidente
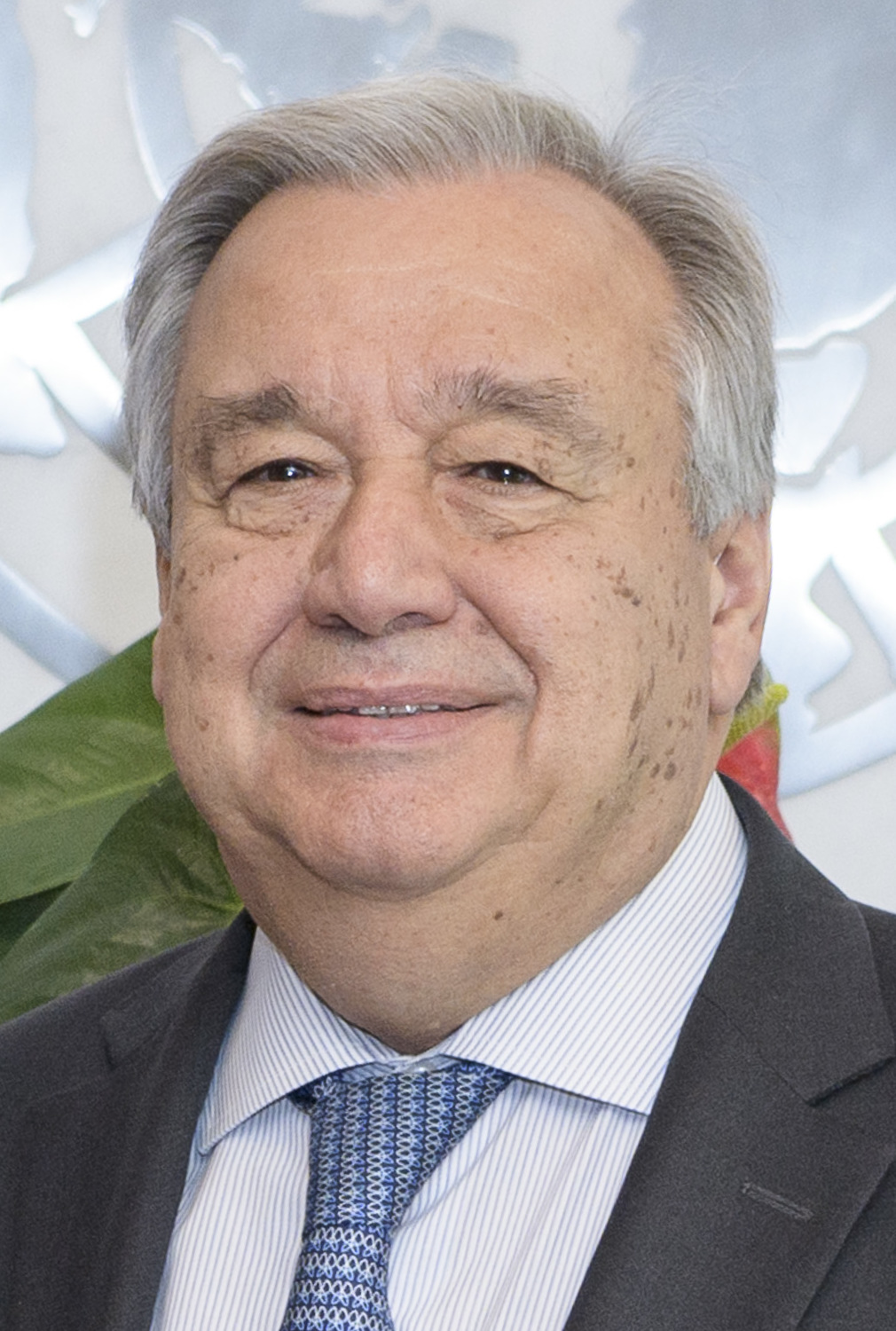
Naciones Unidas António Guterres, Secretario General (invitado)
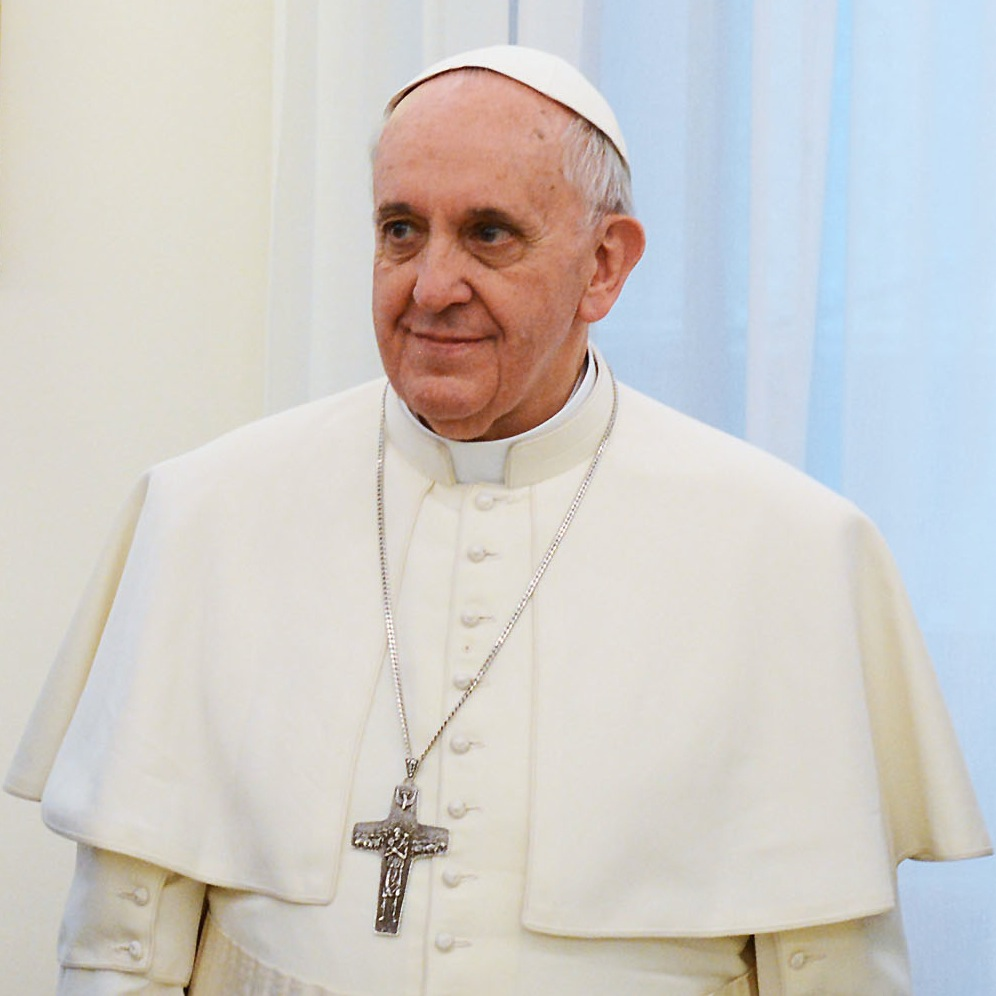
Ciudad del Vaticano Francisco, Papa (invitado)